# 王樂善
王樂善（1553年—1596年），字存初，一字存甫，號西里，直隸霸州人，明朝政治人物。

## 生平
萬曆七年（1579年）己卯科順天鄉試舉人。萬曆二十年（1592年），登壬辰科第三甲第九名進士，吏部觀政，初授行人，二十三年（1595年）升吏部验封司主事，仕至吏部考功主事，万历二十四年（1596年）正月十三日，以病卒于京邸。著有《扣角集》、《王考功鷃适軒詩集》、《文集》。

## 家族
曾祖王聰；祖父王宗義；父王遴，南京兵部尚書。